# Proglas
Proglas (glagolitico ⰒⰓⰑⰃⰎⰀⰔⰟ, cirillico Прогласъ) che in antico slavo ecclesiastico significa prefazione è un'introduzione alla traduzione della Bibbia nella lingua antica slava ecclesiastica. Proglas è stato scritto da san Cirillo nell'862-863 (nell'Impero Bizantino) oppure nell'863-867 (nella Grande Moravia). Proglas è considerato il primo poema slavico.